# Arnaldo Fraccaroli
Arnaldo Fraccaroli (Villa Bartolomea, 26 aprile 1882 – Milano, 16 giugno 1956) è stato un giornalista, scrittore, commediografo e sceneggiatore italiano.
Figlio di Antonio Fraccarollo e Angela Zancopé, optò per il cognome Fraccaroli da adulto.
Redattore, dal 1909, del Corriere della Sera, ebbe notevole successo quale cronista e inviato speciale per il garbo scorrevole della scrittura e un attraente quanto bonario modernismo. Fu anche prolifico e fortunato commediografo in lingua e in dialetto veneziano e milanese, come Ostrega, che sbrego! (1907) e Siamo tutti milanesi (1952).
Fu molto popolare tra i suoi lettori a tutti i livelli per le sue corrispondenze vivaci ma superficiali in tempo di pace e guerra, che sono una manifestazione non molto significativa del giornalismo italiano dei primi decenni del XX secolo. 

## Biografia

### Giovinezza, inizio della carriera di giornalista e approdo alCorriere della Sera
A 12 anni, si auto nomina corrispondente de L'Arena, comincia a mandare articoletti al giornale e riceve l'invito a farsi conoscere:
Al giornale lo accoglie Renato Simoni che racconterà: 
Quel ragazzetto è Arnaldo Fraccarollo (poi Fraccaroli). Tra i due si instaurerà, parole di Fraccaroli, 
Arnaldo Fraccaroli nasce il 26 aprile 1882 a Villa Bartolomea da Antonio e Angela Zancopè. Resterà sempre legatissimo alla madre (che morirà nel 1911). Quand'è ancora bambino, la famiglia si sposta a Lonigo dove Fraccaroli frequenta il ginnasio e, dopo la morte del padre nel 1889, trova lavoro in una cartoleria-tipografia leonicena dove stampa la sua prima commedia: Folletto. Nel 1901 viene assunto alla Provincia di Vicenza, poi andrà alla Provincia di Padova e al Gazzettino. Continua a scrivere commedie e a collaborare con L'Arena, sempre apprezzato da Renato Simoni che, nel 1909, gli apre la strada al Corriere della Sera diretto da Luigi Albertini. La gavetta è dura ma fulminea: nel 1912, Fraccaroli si guadagna i gradi di corrispondente di guerra in Libia, dove affianca e si forma vicino grandi firme come Luigi Barzini e Guelfo Civinini mentre, allo scoppio della Prima guerra mondiale, sarà inviato al fronte e collaborerà con il giornale di trincea La Tradotta assieme al fondatore Renato Simoni e al disegnatore Antonio Rubino; le sue corrispondenze lucide e precise, proposte con linguaggio discorsivo e vivace, gli procurano stuoli di lettori affezionati.

### Affermazione come scrittore, commediografo e sceneggiatore
Lo stile giornalistico di Fraccaroli è scorrevole, discorsivo, vivace, e diventa una firma nota il cui pubblico affezionato di lettori acquista volentieri i libri che raccolgono i suoi articoli migliori fra cui: In Cirenaica con i soldati (1913), La presa di Leopoli e la guerra austro-russa in Galizia (1914), La Serbia nella sua terza guerra (1915), La vittoria del Piave (1918) e L'Italia ha vinto (1919). In parallelo, procede a gonfie vele anche la sua carriera teatrale che, travasando nei dialoghi delle sue commedie lo scintillante, arguto stile giornalistico che gli è proprio, lo rende, dagli anni 1910 fin quasi alla morte, uno dei commediografi più popolari, ricercato e rappresentato da nomi illustri della scena nazionale. La sua produzione oscilla tra la commedia sentimentale, incentrata qualche volta sul triangolo tra moglie, marito e amante, come in Chiomadoro (1914) e Non amarmi così (1916), qualche volta sul tipo della donna vivace, come in Mimì (1917), La morosina (1921), Biraghin (1924), Baldoria (1925) e Corallina fanciulla d'ogni tempo (1926), e la commedia in cui sono più accentuati il versante comico-parodico e la trovata paradossale, come in La dolce vita (1912), La foglia di fico (1913) Quello che non t'aspetti (1921), Largaspugna (1924) e Il problema centrale (1926). Da notare che Quello che non t'aspetti (scritta in collaborazione con Luigi Barzini) e Il problema centrale sono ambedue parodie del pirandellismo in quanto difficile, e potenzialmente comico, rapporto tra realtà e finzione, apparire ed essere. Il maggior pregio del teatro di Fraccaroli risiede nell'allegria verbale, la facilità e la scorrevolezza del dialogo. Anche il suo teatro dialettale incontra i gusti del pubblico, in particolare Ostrega, che sbrego! (1907) che viene trasposto al cinema nel 1931 con il film Figaro e la sua gran giornata; il suo maggior successo in assoluto è forse Siamo tutti milanesi (1952) che ha avuto più di 600 repliche in tre anni.

### I viaggi intorno al mondo come inviato speciale e le biografie sui compositori italiani
Negli anni 1920 e 1930, Fraka (così veniva chiamato) gira il mondo come inviato speciale nelle maggiori capitali europee, negli Stati Uniti, in particolare a Hollywood e a New York, in Argentina, in Paraguay, in Estremo Oriente, nel Siam e a Ceylon. È stato inviato del Corriere della Sera per 40 anni, durante i quali si è fatto apprezzare non solo per le doti e il talento professionale, oltre che per la sua instancabile attività, ma anche per le qualità umane, bontà d'animo e generosità. Amava definirsi «commesso viaggiatore della curiosità altrui» e la sua produzione gli ha dato fama e lauti guadagni. Alcuni volumi dei suoi viaggi, a cui affianca raccolte di novelle, sono: New York ciclone di genti (1928), Hollywood paese d'avventura (1929), Donne d'America (1930), Pampa d'Argentina (1931), Splendori e ombre del Paraguay (1932), La porta dell'Estremo Oriente (1934), Il Budda di smeraldo (Viaggio al Siam) (1935), Venti novelle matte ma non tanto (1937), Sette donne intorno al mondo (1938), Matte anche queste ma però (1940), Sumatra e Giava (1942), I Racconti dei mari del Sud (1944), I racconti dei Tropici e dell'Equatore (1945), Quest'altre matte ridono e graffiano (1946) e Aorai alle isole felici (1949). Amante della musica, era amico di Giacomo Puccini ed ha pubblicato vari volumi dedicati al maestro: Giacomo Puccini in casa e nel teatro (1911), La vita di Giacomo Puccini (1925) e Giacomo Puccini si confida e racconta (1957), oltre alle biografie di Gioachino Rossini (1941), Vincenzo Bellini (1942) e Gaetano Donizetti (1945). Durante gli anni del fascismo, Fraccaroli rimane al Corriere della Sera e, nel secondo dopoguerra, continua a collaborare alla Terza pagina e dirige per qualche anno La Domenica del Corriere.

### L'inventore della «dolce vita», quasi mezzo secolo prima di Federico Fellini
Una peculiarità storica sconosciuta al grande pubblico è la seguente: Fraccaroli è l'inventore del termine «dolce vita», ha coniato quest'espressione per dare il titolo alla sua summenzionata commedia del 1912 La dolce vita, titolo che il regista Federico Fellini riutilizzerà e renderà famoso nel 1960 con l'ominomo film interpretato da Anita Ekberg e Marcello Mastroianni. La paternità del termine «dolce vita» viene quindi ricondotta a Fraccaroli nonostante l’avesse coniato in un momento in cui il boom economico e la gioia conseguente alla fine della Seconda guerra mondiale fossero ancora inimmaginabili. C’è un aneddoto divertente al riguardo: il critico cinematografico Tullio Kezich, dopo l’uscita del film di Fellini, ha commentato che «Fraccaroli non protestò solo perché era già morto» e si diceva che Fraccaroli fosse un cronista che sapeva «fotografare con le parole».

### Morte ed eredità
Arnaldo Fraccaroli muore di tumore a Milano il 16 giugno 1956, all'età di 74 anni. Migliaia di persone partecipano al suo funerale: il Corriere della Sera pubblica i commossi ricordi firmati da Dino Buzzati, Orio Vergani e Indro Montanelli. Quest'ultimo ha scritto:
Fraccaroli ha anche stabilito alcuni primati: nel gennaio 1917 è l’unico rappresentante di un giornale a partecipare a un’azione d’assalto nel porto di Trieste a bordo di una torpediniera, nel 1919 è fra i pochi inviati stranieri a Budapest nei giorni della rivoluzione ungherese mentre nel 1927 è tra i primi giornalisti europei a visitare Hollywood. La sua prosa scorrevole, semplice, inconfondibile (bastavano poche righe per capire che era «roba di Fraccaroli») piace al direttore e soprattutto ai lettori che lo fermano per strada, lo venerano ed egli mostra di apprezzare le lodi. Indro Montanelli ha raccontato che una volta, durante un viaggio in taxi, l'autista lo ha riconosciuto e lo ha chiamato affettuosamente in milanese «Sciur Fraccaroli», e il fondatore de Il Giornale ha aggiunto:
Per quanto riguarda il profilo dei giornalisti in seno al Corriere della Sera, Luigi Barzini ha effettuato una netta distinzione: 
Fraccaroli, come Barzini stesso e Simoni, appartiene alla prima categoria e, come loro, ha lasciato un ricordo indelebile trasmettendo ai posteri la fierezza di appartenere al primo giornale italiano (per tutta la vita ha festeggiato il giorno del suo ingresso in via Solferino) e la responsabilità di informare, sempre, con esattezza e precisione.

### Commemorazioni e donazioni

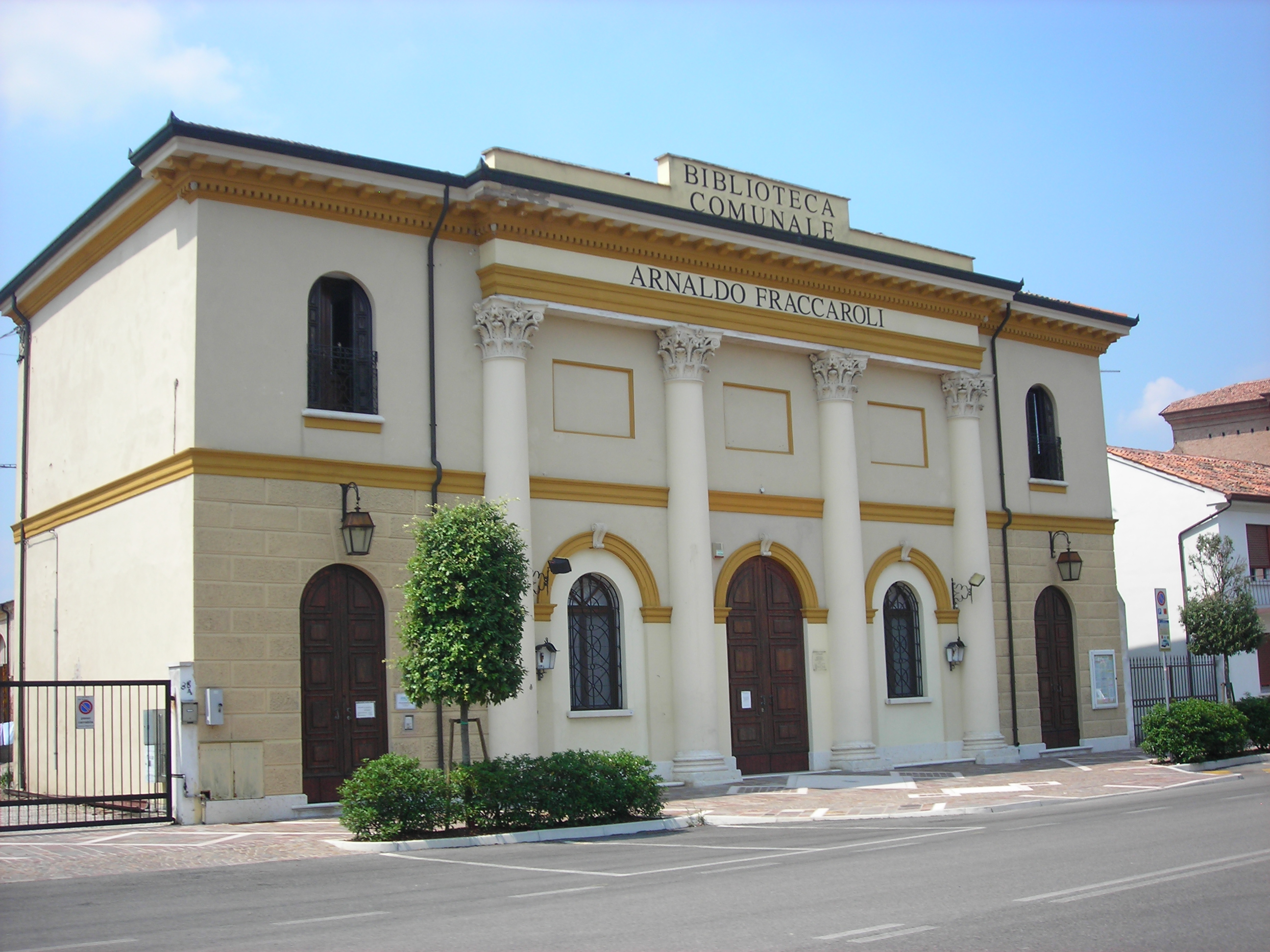
Biblioteca Comunale di Villa Bartolomea, inaugurata nel 2005 e dedicata alla memoria di Arnaldo Fraccaroli

Il Comune di Villa Bartolomea ha sempre onorato la memoria del suo illustre concittadino attraverso varie iniziative, tra cui la dedicazione di una via (Corso Arnaldo Fraccaroli, dove ha sede il municipio) e della biblioteca comunale mentre una lapide è stata affissa sulla facciata della sua ricostruita casa natale. Il Comune di Verona gli ha dedicato una scuola elementare nel quartiere di Valdonega. Lonigo, suo paese di adozione, gli ha intitolato una via, così come i Comuni di Milano e Roma. Anche a Baveno (dove aveva acquistato una casa) c’è una via dedicata a Fraccaroli e la sua salma è stata tumulata nel Cimitero monumentale di Milano. La Biblioteca Livia Simoni del Museo teatrale alla Scala di Milano raccoglie il lascito di Renato Simoni (54.000 volumi) e le donazioni dei libri di Arnaldo Fraccaroli e di Ruggero Ruggeri che portano la raccolta a dimensioni notevoli (oltre 150.000 volumi) ponendola, di fatto, tra le più importanti in Italia e nel mondo per il suo settore di competenza.

## Vita privata
Arnaldo Fraccaroli era il padre dello storico, linguista, giornalista e fotografo navale Aldo Fraccaroli, nato dall'unione con Lisetta Camerino. Aldo Fraccaroli si è affermato soprattutto come storico e fotografo navale, diventando ben noto a quanti si sono interessati e si interessano al vasto mondo della fotografia navale e della pubblicistica di settore. Appassionato al mare e alla Regia Marina (poi Marina Militare) sin da giovanissimo, Aldo Fraccaroli ha iniziato a fotografare navi da guerra nei primi anni 1930: fotografo navale nel corso della Seconda guerra mondiale, è stato spesso richiamato in servizio tra gli anni 1950 e gli anni 1970 e, durante numerosi imbarchi, ha avuto la possibilità di documentare fotograficamente non soltanto i compiti, le unità e il rinnovo della Marina Militare italiana, ma anche l’attività di numerose navi di altri paesi.

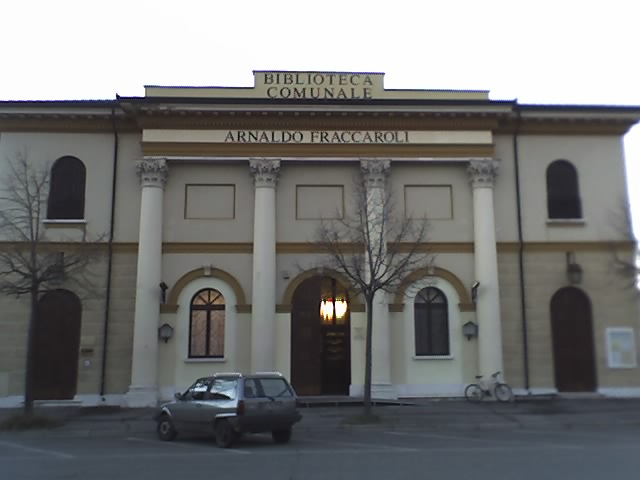
Facciata della Biblioteca Comunale dedicata ad Arnaldo Fraccaroli in Corso Arnaldo Fraccaroli

## Opere

### Biografie
- Giacomo Puccini in casa e nel teatro, Milano, Società Editrice La Grande Attualità, 1911.
- Celebrità e quasi, Milano, Sonzogno, 1923.
- La vita di Giacomo Puccini, Milano, G. Ricordi & C., 1925.
- Libretto dell'operetta "Fiordaliso" di Angelo Bettinelli, Milano, Sonzogno, 1925.
- La Scala a Vienna e a Berlino, maggio 1929, Milano, Corriere della Sera, 1929.
- Passione di Maria Malibran, Milano, Corriere della Sera, 1939.
- Ho cantato per lui, Milano, A. Mondadori, 1941.
- Rossini, Milano, A. Mondadori, 1941.
- Un'avventura d'amore di Rossini, Milano, A. Mondadori, 1941.
- Bellini, Milano, A. Mondadori, 1942.
- La donna di Napoleone, Verona, A. Mondadori, 1942.
- La gelosia di Napoleone, Milano, A. Mondadori, 1942.
- Napoleone si sposa, Verona, A. Mondadori, 1944.
- Per i tuoi occhi azzurri, Milano, A. Mondadori, 1944.
- Donizetti, Milano, A. Mondadori, 1945.
- Giacomo Puccini si confida e racconta, Milano, G. Ricordi & C., 1957.

### Guerra
- In Cirenaica con i soldati, Milano, Fratelli Treves, 1913.
- La presa di Leopoli e la guerra austro-russa in Galizia, Milano, Fratelli Treves, 1914.
- La Serbia nella sua terza guerra, lettere dal campo serbo, Milano, Fratelli Treves, 1915.
- Dalla Serbia invasa alle trincee di Salonicco, Milano, Fratelli Treves, 1916.
- L'invasione respinta (aprile-luglio 1916), Milano, Fratelli Treves, 1916.
- Alla guerra sui mari, Milano, Fratelli Treves, 1917.
- Il poema delle siluranti, Milano, Alfieri & Lacroix, 1917.
- La vittoria del Piave, Milano, Alfieri & Lacroix, 1918.
- L'Italia ha vinto, Milano, Alfieri & Lacroix, 1919.
- Ungheria bolscevica, note di uno che c'è stato, Milano, Sonzogno, 1919.

### Romanzi e novelle
- Tomaso Largaspugna uomo pubblico, Milano, Arnaldo de Mohr, 1902.
- Allegretto, Milano, Sonzogno, 1920.
- Biglietto di viaggio, Milano, Vitagliano, 1920.
- Ragazze innamorate, Milano, Vitagliano, 1920.
- Largaspugna, Roma, A. Mondadori, 1921.
- Sottovoce zio Matteo, Milano-Roma, A. Mondadori, 1922.
- Il paradiso delle fanciulle, ovvero American girls, Milano, Fratelli Treves, 1929.
- Donne d'America, Milano, Libreria editrice degli Omenoni, 1930.
- Nostra vita quotidiana, saggi di bassa filosofia, Milano, Fratelli Treves, 1931.
- Coriolano vuol esser felice, Verona, A. Mondadori, 1932.
- L’avventura dell’altro mondo, Servizio stampa di Gruppo Italia, Cosulich, Lloyd Triestino, Adria; Bertieri, Milano-Roma, 1934.
- Venti novelle matte ma non tanto, Milano, A. Mondadori, 1937.
- Sette donne intorno al mondo, Milano, A. Mondadori, 1938.
- È nato finalmente un capolavoro, Milano, A. Mondadori, 1939.
- Se tu giochi con l'amore, Milano, A. Mondadori, 1939.
- Diario di Susanna ai bagni, Milano, A. Mondadori, 1940.
- Matte anche queste ma però, Milano, A. Mondadori, 1940.
- Sette giornalisti cercano la bontà - Fraccaroli ed altri, Milano, Aracne, 1941.
- Vivere a modo mio, Verona. A. Mondadori, 1941.
- Sempre più matte con pepe e sale, Verona, A. Mondadori, 1942.
- Le nuove matte con unghie rosa, Verona, A. Mondadori, 1943.
- Avventure lontane, Milano, Corriere della Sera, 1944.
- I Racconti dei mari del Sud, Verona, Mondadori, 1944.
- La bella delle Galapagos, Milano, Corriere della Sera, 1944.
- La bella regina Pomarè, Milano, La Stampa Moderna, 1944.
- Opaco questi, ma..., Milano, A. Mondadori, 1944.
- Se si gioca con la rivoluzione, Milano, A. Mondadori, 1944.
- Vivere la mia strada, Milano, A. Mondadori, 1944.
- I racconti dei Tropici e dell'Equatore, Milano, A. Mondadori, 1945.
- Le ragazze amano, Milano, Ultra, 1945.
- Quest'altre matte ridono e graffiano, Milano, A. Mondadori, 1946.
- Aorai alle isole felici, Milano, A. Mondadori, 1949.
- Serenata a Milano, Milano, Almanacco Torriani, 1956.
- Viaggio sentimentale ad Assisi, Verona, Bettinelli, 1956.

### Teatro
- Legge d'onore, Lonigo, 1898.
- Folletto, Lonigo, 1899.
- In cucina, Lonigo, 1900.
- El sistema più belo, Lonigo, 1904.
- Caffè concerto, Padova, 1905.
- Ostrega, che sbrego!, Padova, 1907.
- La piccola diva, Venezia, 1908.
- La dolce vita, Milano, 1912.
- Bezzi e basi, Torino, 1913.
- La foglia di fico, Napoli, 1913.
- Chiomadoro, Milano, 1914.
- Non amarmi così, Milano, 1916.
- Mimì, Torino, 1917.
- Ma non lo nominare, Torino, 1920.
- La Morosina, Milano, 1921.
- Quello che non t’aspetti (in collaborazione con Luigi Barzini), Roma, 1921.
- ll cavallo di battaglia, Verona, 1923.
- Biraghin, Torino, 1924.
- Largaspugna, Milano, 1924.
- Straccinaria, Milano, 1924.
- Baldoria, Milano, 1925.
- Corallina fanciulla d’ogni tempo, Milano, 1926.
- Il problema centrale, Milano, 1926.
- La gaia scienza, Torino, 1926.
- Peccato biondo, Milano, 1928.
- L’intervista, Milano, 1932.
- Milioni, Milano, 1933.
- La commedia che ti occorre, Torino, 1934.
- L’osteria della gloria, Milano, 1934.
- Quando lei non c’è, Venezia, 1939.
- Siamo tutti milanesi, Milano, 1952.
- Questa gabbia di matti, Milano, 1953.

### Viaggi
- La coppa delle Alpi, 5-15 agosto 1923, Milano, Sonzogno, 1924.
- New York ciclone di genti, Milano, Fratelli Treves, 1928.
- Vita d'America, Milano, Fratelli Treves, 1928.
- Hollywood paese d'avventura, Milano, Fratelli Treves, 1929.
- Ceylon, la perla dei tropici, Milano, Fratelli Treves, 1930.
- Ecco Parigi, Milano, Fratelli Treves, 1930.
- India, Milano, Fratelli Treves, 1930.
- Spagna encantadora, Milano, Fratelli Treves, 1930.
- Buenos Aires, Milano, Fratelli Treves, 1931.
- Pampa d'Argentina, Milano, Fratelli Treves, 1931.
- Splendori e ombre del Paraguay, Milano-Roma, Treves-Treccani-Tuminelli, 1932.
- La porta dell'Estremo Oriente, Milano, A. Mondadori, 1934.
- L'isola delle donne belle (Bali), Milano, A. Mondadori, 1934.
- Il budda di smeraldo (Viaggio al Siam), Milano, A. Mondadori, 1935.
- La Cina che se ne va, Milano, Ulrico Hoepli, 1938.
- Sumatra e Giava, Milano, A. Mondadori, 1942.

## Filmografia
- La fabbrica dell'imprevisto, regia di Ettore Piergiovanni (1920), soggetto.
- Figaro e la sua gran giornata, regia di Mario Camerini (1931), soggetto.
- La fabbrica dell'imprevisto, regia di Jacopo Comin (1942), soggetto.
- Giorni felici,regia di Gianni Franciolini (1943), sceneggiatura.
- Biraghin, regia di Carmine Gallone (1946), soggetto e sceneggiatura.
- Siamo tutti milanesi, regia di Mario Landi (1953), soggetto e sceneggiatura.

## Programmi radiofonici Rai
- Il giro del mondo con Arnaldo Fraccaroli, programma per i ragazzi, regia di Enzo Convalli (1952-1953).